# Bergantino
Bergantino is een gemeente in de Italiaanse provincie Rovigo (regio Veneto) en telt 2612 inwoners (31-12-2004). De oppervlakte bedraagt 18,2 km², de bevolkingsdichtheid is 144 inwoners per km².

## Demografie
Bergantino telt ongeveer 972 huishoudens. Het aantal inwoners daalde in de periode 1991-2001 met 7,5% volgens cijfers uit de tienjaarlijkse volkstellingen van ISTAT.
| Jaar | Inwoneraantal |
| ---- | ------------- |
| 1991 | 2839          |
| 2001 | 2627          |

## Geografie
Bergantino grenst aan de volgende gemeenten: Borgofranco sul Po (MN), Carbonara di Po (MN), Castelnovo Bariano, Cerea (VR), Legnago (VR), Melara.

## Economie
De economie van de gemeente is, naast de landbouwsector, hoofdzakelijk gebaseerd op de reizende amusementssector, dat wil zeggen op de uitrusting van  kermissen en pretparken, zozeer zelfs dat het ook bekend staat als "het land van de carrousel". Er zijn tal van bedrijven die al jaren actief zijn in de sector, ontwerpen en produceren voor de Italiaanse en buitenlandse markt, waardoor Italië een van de belangrijkste producenten op dit gebied ter wereld wordt.
Adria · Ariano nel Polesine · Arquà Polesine · Badia Polesine · Bagnolo di Po · Bergantino · Bosaro · Calto · Canaro · Canda · Castelguglielmo · Castelmassa · Castelnovo Bariano · Ceneselli · Ceregnano · Corbola · Costa di Rovigo · Crespino · Ficarolo · Fiesso Umbertiano · Frassinelle Polesine · Fratta Polesine · Gaiba · Gavello · Giacciano con Baruchella · Guarda Veneta · Lendinara · Loreo · Lusia · Melara · Occhiobello · Papozze · Pettorazza Grimani · Pincara · Polesella · Pontecchio Polesine · Porto Tolle · Porto Viro · Rosolina · Rovigo · Salara · San Bellino · San Martino di Venezze · Stienta · Taglio di Po · Trecenta · Villadose · Villamarzana · Villanova Marchesana · Villanova del Ghebbo
1. ↑  https://demo.istat.it/?l=it.